# Løsladt
|  | Denne artikel er oprettet af botten Steenthbot ud fra en ekstern database. Den kan derfor have sproglige fejl eller mangler. Denne skabelon kan fjernes efter kontrol af indholdet. |

 Ikke at forveksle med løsladelse.
Løsladt er en dansk animationsfilm fra 1972.

## Handling
På et fængsel mødes strafafsonere, fængselsfunktionærer, forsorgsmedarbejdere og deltagere "udefra" og bliver enige om gennem et rollespil at gøre problemerne vedrørende fængsel og frihed konkrete og virkelighedsnære. Spillet i filmen: "Bjarne bliver løsladt for sjette gang. Han er 26 år og har siddet i fængsel i godt seks år. Der er mange, der gerne vil hjælpe ham, kammeraterne, hans kone og hans mor og stedfar - og socialrådgiveren, der skal føre tilsyn med ham under prøveløsladelsen".